# Karl Laudien
Karl Ernst Laudien Feydt fue un ingeniero mecánico prusiano emigrado a Chile. Nació el 25 de enero de 1875, uno de cinco hijos del comerciante Richard Carl Gustav Laudien y Marie Feydt. Cursó sus primeros estudios en su ciudad natal de Königsberg en Prusia Oriental. Esta ciudad en el Mar Báltico es hoy parte de Rusia y se conoce como Kaliningrad.
En 1899 se tituló de Ingeniero Mecánico de la Escuela Técnica Superior Imperial en Berlín. Luego trabajó en Danzig y en Viena; en esta última ciudad conoció a Frieda Chatiner de Bucharest. Ella estudiaba piano en Viena y el sonido de sus prácticas llamaron la atención de Karl Laudien (esto terminó en un matrimonio en 1909, que superó adversidades futuras). En 1903 fue nombrado Instructor de la Escuela Imperial Técnica Superior de Breslau, donde completó los requisitos para un doctorado en ingeniería en 1916. El tema de la disertación fue “Eine neue Methode zur angenäherten Bestimmung der von einem Abnehmer in Anspruchgenommenen Werkskilowatt und darauf aufgebaute Tarife” (Un Nuevo Método para Estimar los kWh Consumidos por un Abonado y Tarifas Basadas en esta Estimación) bajo el profesor guía Dr. Ing. Euler. Esta disertación se la dedicó a su esposa Frieda. En 1917 fue nombrado Profesor.
En 1926 se trasladó como Director (rector) a la Escuela Técnica Superior en Stettin, una distinguida escuela universitaria de pilotos náuticos y de construcción de maquinaria naval.
Sus libros técnicos tuvieron múltiples ediciones entre 1908 y 1940. Se tradujeron a otros idiomas, y eran “clásicos” en sus áreas: “Die Elektrotechnik” (Electrotecnia, 1908); “Leitfaden der Mechanik für Maschinenbauer” (Guía de Mecánica para Ingenieros Mecánicos, 1921); “Die Maschinenbauelemente”, o “Die Maschinenelemente” en dos volúmenes (Los Módulos Mecánicos, 1922), “Mechanische Technologie: Spanabhebende Forschung” (Tecnología Mecánica: Investigación sobre Mecanizado con Arranque de Viruta, con A. Forstmann), “Maschinenteile : Berechnung und Konstruktion” (Partes de Máquinas: Diseño y Construcción, 1931). También contribuyó artículos a revistas técnicas alemanas. Luego de llegar a Chile escribió otros libros en español y tradujo algunas de sus obras. La pasión de escribir continuó por toda su vida.
El testamento de Federico Santa María estipulaba que el profesorado técnico de los 10 primeros años fuese de Europa o Estados Unidos. Por 1927 había ya planes iniciales de estudios y de los edificios pero hacía falta contratar un buen rector antes de continuar.  El albacea Don Agustín Edwards McClure concluyó que Alemania era el país adecuado para conseguir el profesorado (encontró que ingleses tenían poco interés, y que franceses imponían condiciones onerosas).
El Ministerio de Educación alemán presentó a Edwards una nómina de la cual él seleccionó al Dr. Karl Laudien, un excelente organizador con antecedentes excepcionales. Era el más calificado para diseñar los estudios vocacionales y universitarios que pedía el testamento, y para ser el primer rector de la nueva universidad. A través de la Oficina de Relaciones Extranjeras de Alemania, el profesor Laudien firmó un contrato por 10 años que empezaría en 1929. Él ya tenía 54 años de edad y podría jubilar al fin de estos 10 años. Más tarde Don Karl recordó que aceptó la oferta pues el desafío de empezar una nueva universidad era una oportunidad que ocurre raramente.
Don Karl fue invitado a Chile por primera vez en 1928. Sus contactos iniciales con quienes trabajaban en crear la Fundación Santa María le sirvieron para hacer listas de equipo de talleres, educación para los varios niveles de enseñanza, y edificios e instalaciones que deberían completarse primero. Regresó a Alemania para adquirir estos equipos, ayudar a seleccionar 40 maestros y profesores alemanes, y preparar programas de estudios. Regresó definitivamente a Chile en febrero de 1931 con su esposa Frieda y sus tres hijos – Paul, Heinz y Brigitte, con el cargo de Rector de la Escuela de Artes y Oficios y del Colegio de Ingenieros José Miguel Carrera.
Estos primeros años fueron cruciales y sumamente ocupados. La Escuela de Artes y Oficios y cursos nocturnos para obreros empezaron a funcionar en 1932, y al mismo tiempo había que definir programas, reclutar profesores, escribir textos, etc., para el Colegio de Ingenieros que abrió sus puertas a principios de 1934.  A fines de 1935 fue nombrado rector del Colegio de Ingenieros don Armando Quezada A. y el nombre de la institución cambió de Fundación Santa María a Universidad Técnica Federico Santa María. El Sr. Quezada falleció 7 meses más tarde y fue reemplazado por don Francisco Cereceda C. en 1936.
El Dr. Laudien continuó como rector de la Escuela de Artes y Oficios hasta 1938. Al cumplir los 10 años de su contrato decidió acogerse al retiro del gobierno alemán y quedarse en Chile con su familia.  Entonces tuvo tiempo para dedicarse a la enseñanza de muchos más cursos en la universidad (tales como Geometría Descriptiva, Partes de Máquinas y Proyectos Mecánicos), y servir como profesor guía de las memorias de sólo 12 Ingenieros Mecánicos, en su vasta carrera.
Entre tanto Alemania se había convertido en un país diferente. Alemanes residentes en Chile le indicaron que su deber patriótico era regresar a Alemania. En 1943 el gobierno alemán le comunicó que perdería sus derechos como ciudadano alemán (pensión, derechos de autor) a menos que se divorciase de su esposa judía. Esta información está contenida en mensajes de Berlín a Buenos Aires interceptados por los aliados.  El comunicado también incluía instrucciones de como tratar a parientes de primer grado que eran de raza “mixta”. Él rechazó indignado todas estas imposiciones y continuó con su familia en Chile hasta su fallecimiento el 19 de febrero de 1952.